# The Words
The Words è un film del 2012 diretto da Brian Klugman e Lee Sternthal, al loro esordio alla regia.

## Trama
Clayton Hammond, un famoso autore, partecipa a una lettura pubblica del suo nuovo libro: The Words. Il libro narra le vicende di Rory Jansen, un aspirante scrittore che vive a New York con la sua ragazza Dora. Rory tenta di vendere il suo primo romanzo, ma il testo è ripetutamente rifiutato dagli editori così accetta un lavoro in un'agenzia letteraria sperando di conoscere un editore disposto a leggere e pubblicare il suo romanzo. Nel frattempo, durante il viaggio di nozze a Parigi, Dora regala a Rory una vecchia valigetta scovata in un negozio di antiquariato. Tornato in America, Rory trova nella valigetta un bellissimo manoscritto che racconta la vita di Jack. Affascinato dal testo, Rory decide di ribatterlo al computer, ma Dora lo legge e presumendo erroneamente che suo marito sia l'autore del romanzo lo incoraggia a proporlo a Joseph Cutler che, dopo averlo letto, offre un contratto a Rory: il libro è un successo e Rory diventa famoso.
A questo punto, Hammond prende una pausa dalla lettura e va dietro le quinte, dove incontra Daniella, una studentessa e scrittrice dilettante che vuole intervistarlo e prende atto che si è separato da sua moglie, anche se porta ancora la fede al dito; Hammond accetta di incontrarla anche dopo la cerimonia e torna sul palco, dove continua a leggere il libro.
Nella seconda parte della lettura viene narrato l'incontro tra Rory e "Il Vecchio Signore", il vero autore del manoscritto, che si rivela una autobiografia degli anni vissuti a Parigi. Appena diciottenne, il vero autore era giunto in Francia come soldato dell'esercito degli Stati Uniti e durante gli ultimi giorni della seconda guerra mondiale si era innamorato di Celia, una cameriera francese. Alla fine i due si erano sposati e avevano avuto una figlia, la quale purtroppo era morta poco dopo la nascita. Incapace di far fronte alla perdita, Celia lo aveva lasciato per trasferirsi a casa dei suoi genitori. Il ragazzo aveva usato poi il suo dolore come fonte di ispirazione per scrivere il manoscritto, che in seguito aveva portato a Celia quando era andato a trovarla a casa dei genitori di lei; Celia aveva trovato la storia così commovente che aveva scelto di tornare dal marito ma purtroppo aveva dimenticato sul treno la valigetta contenente il manoscritto e, a causa di questa perdita, la loro riconciliazione era stata di breve durata e i due avevano divorziato poco dopo. A questo punto si conclude l'incontro tra Rory e il vero autore del manoscritto.
Con la conclusione dell'incontro, finisce anche la lettura pubblica del romanzo e Hammond dice ai suoi fan di acquistare il libro per sapere come va a finire la storia, Daniella accompagna poi Hammond al suo appartamento e lì gli domanda il finale del romanzo: Hammond narra che Rory svela la verità riguardo a quel libro prima alla moglie e poi a Cutler, l'editore, vorrebbe accreditare il vecchio come il vero autore ma Cutler non è d'accordo, in quanto la verità danneggerebbe gravemente la loro reputazione ma gli raccomanda ugualmente di dare al vecchio una quota dei profitti del libro.
Così Rory cerca il vecchio per pagarlo, lo trova in un vivaio ma l'uomo rifiuta i soldi e gli rivela che una volta, molti anni dopo, mentre era su un treno, aveva rivisto Celia con un nuovo marito e un figlio piccolo in una stazione ferroviaria. Spiega inoltre che la gente dovrebbe sempre affrontare e superare i propri errori e implora Rory di fare come dice.
Dopo poco il vecchio muore e con lui il segreto riguardo all'autore del manoscritto e questa è la conclusione del libro.
A questo punto Daniella deduce che The words è in realtà un libro autobiografico, in cui Rory rappresenta Hammond, e lo bacia, rassicurandolo che la gente supera i propri errori, ma lui si allontana. Lei gli chiede cosa desidera veramente, e tramite un flashback apprendiamo che egli vorrebbe essere perdonato dalla moglie.

## Produzione

### Riprese
Il film viene girato interamente a Montréal, in Canada, a partire dal 7 giugno 2011. Viene scelta Montréal come scenario verosimile sia per Parigi sia per New York, le città in cui si svolge la trama del film.

### Cast
Per il ruolo che andò poi a Olivia Wilde fu selezionata prima Rosamund Pike, che non ottenne la parte.

## Distribuzione
Il film viene presentato il 27 gennaio 2012 al Sundance Film Festival (première internazionale). Nei cinema americani è stato distribuito a partire dal 7 settembre, mentre in Italia arriva il 12 ottobre.

## Accoglienza

### Critica
Il film ha ricevuto critiche per lo più negative, tra cui un punteggio del 22% su Rotten Tomatoes.